# Disperis capensis
Disperis capensis es una especie de orquídea de hábitos terrestres. Es originaria del sur de Sudáfrica, donde habita en las llanuras y las laderas de las montañas o en las carreteras, apareciendo en grandes colonias que florecen sobre todo después de los incendios ocasionales.

## Descripción
Son plantas de raíces con pequeños tubérculos ovalados, de los que surgen tallos con hojas suaves. La inflorescencia es terminal con flores retorcidas. Los sépalos están dispuestos a lo largo de los pétalos dorsales formando una construcción  cóncava. El labio tiene una base de pinza y está soldado al pie de la pequeña columna  que contiene dos polinias. El aceite que segregan las flores es recogido por abeja de la familia Melittidae , que polinizan las flores al llevarse el polen en su patas. Hay dos variedades, capensis y brevicaudata.

## Taxonomía
Disperis capensis fue descrita por (L.) Sw.  y publicado en Kongl. Vetenskaps Academiens Nya Handlingar 21: 222. 1800.
Etimología
Disperis fue propuesto en 1800 por Olof Swartz que eligió este nombre del griego, dis = "dos" y pera = "bolsa", en referencia a la forma cóncava hecha por los sépalos laterales de las flores de la mayoría de sus especies.
capensis: epíteto geográfico que indica su localización en la Provincia del Cabo.
Sinonimia
- Arethusa capensis L.1760;
- Dipera capensis (L.) Spreng. 1826;
- Disperis capensis var. brevicaudata Rolfe 1913[5][3]